# Mitjaevia callosa
Mitjaevia callosa är en insektsart som beskrevs av Irena Dworakowska 1980. Mitjaevia callosa ingår i släktet Mitjaevia och familjen dvärgstritar. Inga underarter finns listade i Catalogue of Life.